# Christina Voormann
Pour les articles homonymes, voir Voormann.
Christina Voormann (née le 13 février 1951 à Munich) est une ancienne chanteuse allemande.

## Biographie
Carrière musicale
Elle devient connue comme chanteuse sous le nom de Christina May et publie ses deux premiers singles en 1969.
En 1971, elle remplace au sein du groupe Love Generation la chanteuse Linda Uebelherr, qui rejoint Les Humphries singers en 1973 et participe à l'enregistrement d'albums et de singles.
Après son mariage avec le musicien Martin Harrison, elle sort plusieurs singles de 1975 à 1978 en tant qu'interprète solo sous le nom de Christina Harrison. Avec sa version germanophone de la chanson d'ABBA SOS, elle apparaît le 22 novembre 1975 dans le ZDF-Hitparade de Dieter Thomas Heck. Sa version est alors très présente dans les radios allemandes.
Avec ses acolytes Gitta Walther et Lucy Neale de Love Generation, ainsi qu'avec Dagmar Hellberg, elle fonde en 1979 le quatuor The Hornettes. Avec le titre Mannequin, le groupe participe au concours de sélection de l'Allemagne pour le Concours Eurovision de la chanson 1981 puis à celui de l'Autriche pour le Concours Eurovision de la chanson 1983 avec Hello, M. Radio où il atteint la troisième place. Christina Voormann quitte la formation en 1985.
Vie privée
Après son divorce, elle épouse en 1990 Klaus Voormann.
Spiritualité
Avec une visite dans une école professionnelle, Christina Voormann suit une formation dans le massage et la cosmétique et prend des cours d'ayurveda. En 1995, elle fonde à Munich un centre de médecine ayurvédique. Dans la clinique pour femmes de la clinique de la Croix-Rouge de Munich, elle dispense des massages ayurvédiques post-partum.
En 1998, elle publie pour la première fois avec le médecin ayurvédique allemand Govin Dandekar le livre Babymassage, publié en plusieurs éditions et traduit en huit langues.
Elle vit dans une réserve d'Indiens Lakotas pendant plusieurs mois et est attachée à leurs droits, visitant régulièrement la réserve indienne de Pine Ridge et présidant l'association de soutien.

## Discographie
Singles
- 1969 : Die letzten Sterne (sous le nom de Christine May, reprise de Good Morning Starshine) / Und die Welt dreht sich im Kreis (CBS)
- 1969 : Palmenstrand / Lauter Liebe (sous le nom de Christine May, CBS)
- 1975 : S.O.S. (Titre originale : SOS (ABBA)) / Ich zähl' die Schritte (sous le nom de Christine Harrison, Telefunken)
- 1976 : Lass mir meine sinnlosen Träume (TO : Sagapo) / Man lobt nicht den Tag vor dem Abend (sous le nom de Christine Harrison, Telefunken)
- 1977 : Das Bier und die Liebe (TO : One to drink many) / Wenn du glaubst, du hast mich in der Tasche (sous le nom de Christine Harrison, Telefunken)
- 1977 : Wie ein Vogel möcht' ich dir entgegen fliegen / Sailorboy (sous le nom de Christine Harrison, Telefunken)
- 1978 : Nur ein Wort / Cowboy (sous le nom de Christine Harrison, Telefunken)
- 1978 : Ein leeres Zimmer (TO : Down by the Water) / Einmal ist keinmal (sous le nom de Christine Harrison, Telefunken)

## Source de la traduction
- (de) Cet article est partiellement ou en totalité issu de l’article de Wikipédia en allemand intitulé « Christina Voormann » (voir la liste des auteurs).